# Cap Hallett
Pour les articles homonymes, voir Hallett.

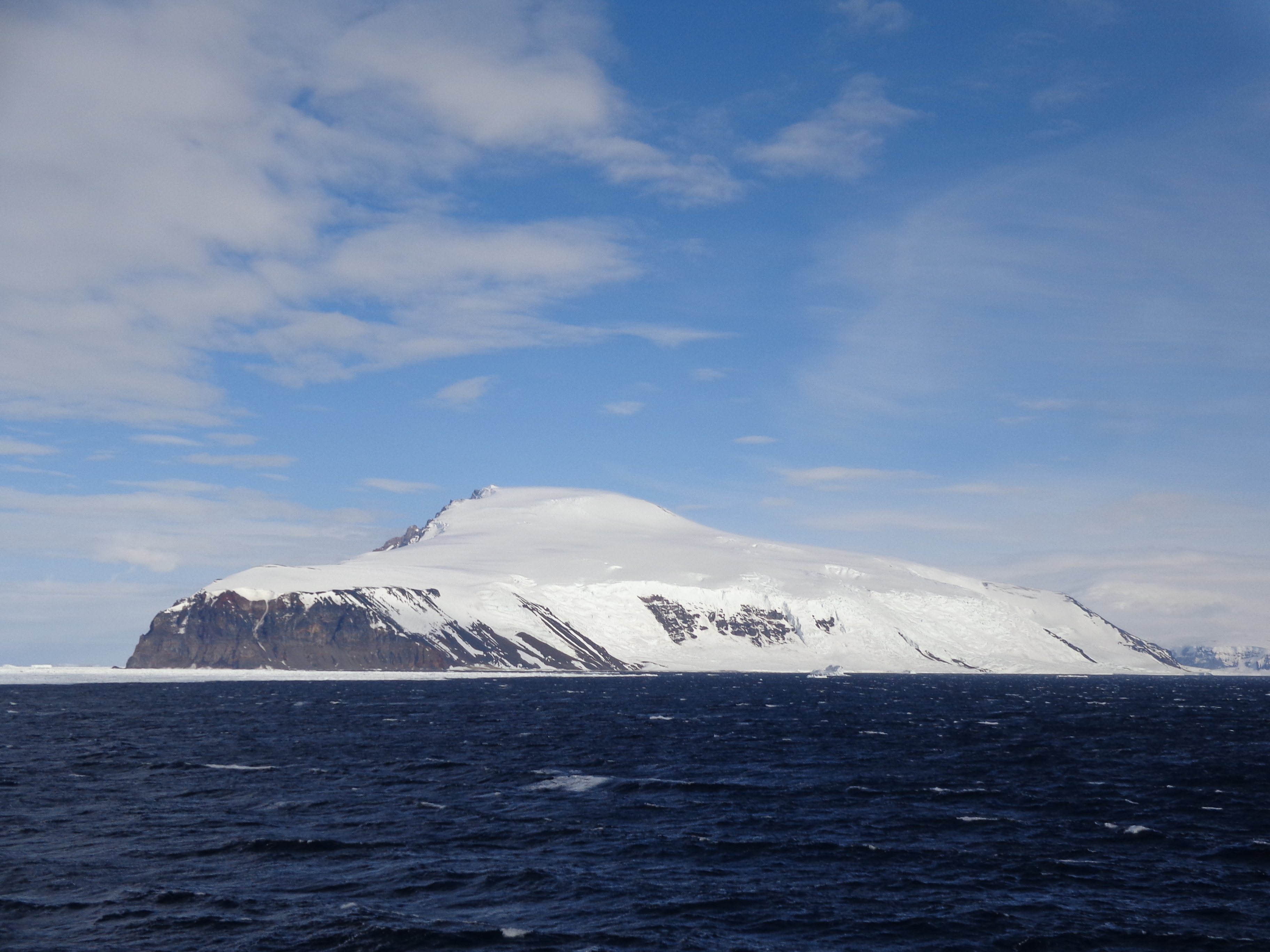
Cape Hallett, Antarctica

Le cap Hallett est situé en Antarctique à l'extrémité sud de la péninsule Hallett sur la côte de la mer de Ross de la Terre Victoria. Une colonie de manchots Adélie, est localisée au cap Hallett. En 1956, lors de l'opération Deep Freeze II, l'USS Arneb a été endommagé en touchant de la banquise au cap Hallett.

## Station Hallett
Le cap Hallett a été l'emplacement d'une base scientifique commune entre les États-Unis et la Nouvelle-Zélande au cours de l'Année géophysique internationale de 1957. Elle a été habitée en permanence jusqu'en 1964, date à laquelle il y eut un incendie majeur. Ensuite, elle a été seulement utilisée comme base d'été jusqu'en 1973. Le site est actuellement remis en état : élimination des matières dangereuses (carburant et huile stockés dans plusieurs grandes citernes). Ce projet en cours prendra plusieurs années.

### Sources
- (en) Cet article est partiellement ou en totalité issu de l’article de Wikipédia en anglais intitulé « Cape Hallett » (voir la liste des auteurs).